# Santo Antônio do Caiuá
Santo Antônio do Caiuá este un oraș în Paraná (PR), Brazilia.